# Lijst van oorlogsmonumenten in Haarlem
De Nederlandse gemeente Haarlem heeft 22 oorlogsmonumenten. Hieronder een overzicht.
| Nr.  | Object                                              | Herdachte groep                                                                            | Ontwerper                                                | Onthulling        | Type            | Locatie                                | Plaats  | Coördinaten                   | Foto                                  |
| ---- | --------------------------------------------------- | ------------------------------------------------------------------------------------------ | -------------------------------------------------------- | ----------------- | --------------- | -------------------------------------- | ------- | ----------------------------- | ------------------------------------- |
|      | Vredestempel                                        |                                                                                            |                                                          | 1648              | overig          | Prinsenhof                             | Haarlem | 52° 22' 54" NB, 4° 37' 60" OL | Vredestempel                          |
| 108  | Monument voor J. J. Hamelink                        | verzet Nederland                                                                           | Huib de Ru (ontwerp), Firma De Laat en Eken (uitvoering) |                   | plaquette       | Slachthuisstraat 1, 2033 HA            | Haarlem | 52° 22' 25" NB, 4° 38' 36" OL | Monument voor J. J. Hamelink          |
| 287  | Vrouw in het verzet                                 | verzet Nederland                                                                           | Truus Menger-Oversteegen                                 | 3 mei 1982        | beeld/sculptuur | Kenaupark, 2011 MP                     | Haarlem | 52° 23' 13" NB, 4° 37' 57" OL | Vrouw in het verzet                   |
| 289  | Plaquette in het NS-station (1)                     | burgerslachtoffers                                                                         | ir. H.G.J. Schelling, H.J. Winkelman                     | 11 februari 1948  | plaquette       | Stationsplein, 2011 LR                 | Haarlem | 52° 23' 14" NB, 4° 38' 18" OL | Plaquette in het NS-station (1)       |
| 492  | Treurende Vrouw                                     | verzet Nederland                                                                           | Oswald Wenckebach                                        |                   | beeld/sculptuur | Westergracht, 2013 ZJ                  | Haarlem | 52° 22' 40" NB, 4° 37' 14" OL | Treurende Vrouw                       |
| 493  | Plaquette op de gevel van Drukkerij Enschedé en Zn. | burgerslachtoffers                                                                         |                                                          |                   | plaquette       | Klokhuisplein, 2011 HK                 | Haarlem | 52° 22' 52" NB, 4° 38' 18" OL |                                       |
| 494  | Plaquette in het hoofdbureau van Politie            | burgerslachtoffers, verzet Nederland                                                       |                                                          |                   | plaquette       | Koudenhorn 2, 2011 JC                  | Haarlem | 52° 23' 2" NB, 4° 38' 29" OL  |                                       |
| 498  | Verzetsmonument                                     | verzet Nederland                                                                           | Theo van Reijn                                           | 1950              | beeld/sculptuur | Jan Gijzenkade, 2025 BA                | Haarlem | 52° 24' 35" NB, 4° 39' 2" OL  | Verzetsmonument                       |
| 508  | Joodse plaquette (1)                                | vervolgden Nederland                                                                       |                                                          |                   | plaquette       | Lange Begijnestraat, 2011 HH           | Haarlem | 52° 22' 46" NB, 4° 38' 16" OL |                                       |
| 509  | Man voor het Vuurpeloton                            | verzet Nederland                                                                           | Mari Andriessen (1897-1979)                              | 7 maart 1949      | beeld/sculptuur | Dreef, 2012 HR                         | Haarlem | 52° 22' 18" NB, 4° 37' 46" OL | Man voor het Vuurpeloton              |
| 2314 | Plaquette in het NS-station (3)                     | burgerslachtoffers                                                                         | ir. H.G.J. Schelling, H.J. Winkelman                     | 27 februari 1948  | plaquette       | Stationsplein, 2011 LR                 | Haarlem | 52° 23' 14" NB, 4° 38' 18" OL | Plaquette in het NS-station (3)       |
| 2317 | Plaquette bij het NS-station                        | burgerslachtoffers                                                                         | ir. H.G.J. Schelling, H.J. Winkelman                     | 27 februari 1948  | gedenksteen     | Stationsplein, 2011 LR                 | Haarlem | 52° 23' 14" NB, 4° 38' 18" OL | Plaquette bij het NS-station          |
| 2319 | Plaquette in het NS-station (2)                     | burgerslachtoffers                                                                         | ir. H.G.J. Schelling, H.J. Winkelman                     | 11 februari 1948  | plaquette       | Stationsplein, 2011 LR                 | Haarlem | 52° 23' 14" NB, 4° 38' 18" OL | Plaquette in het NS-station (2)       |
| 2500 | Corrie ten Boom Museum                              | vervolgden Nederland, verzet Nederland                                                     |                                                          | 15 april 1988     | overig          | Barteljorisstraat 19, 2011 RA          | Haarlem | 52° 22' 56" NB, 4° 38' 7" OL  | Corrie ten Boom Museum                |
| 2515 | Plaquette Sinterklaasrazzia                         | burgerslachtoffers                                                                         |                                                          | 11 oktober 2004   | plaquette       | Stationsplein, 2011 LR                 | Haarlem | 52° 23' 14" NB, 4° 38' 18" OL | Plaquette Sinterklaasrazzia           |
| 2752 | Oorlogsmonument                                     | koopvaardijpersoneel, militairen in dienst van het Ned. Kon. 1940-1945, burgerslachtoffers |                                                          | 26 maart 1989     | gedenksteen     | Burgemeester Reinaldapark, 2033 SX     | Haarlem | 52° 22' 13" NB, 4° 39' 16" OL | Oorlogsmonument                       |
| 3324 | Plaquette in het postkantoor                        | burgerslachtoffers                                                                         |                                                          |                   | plaquette       | Raaks, 2011 VA                         | Haarlem | 52° 22' 55" NB, 4° 37' 48" OL |                                       |
| 3349 | Joodse plaquette (2)                                | vervolgden Nederland                                                                       | Rob van Riessen                                          | 4 mei 2009        | plaquette       | Westergracht 3, 2013 ZJ                | Haarlem | 52° 22' 39" NB, 4° 37' 24" OL |                                       |
| 3695 | Elk Zijn Eigen Boekerij                             | verzet Nederland                                                                           | Martin Busker/Tobias Snoep                               | 4 mei 2012        | gedenksteen     | Houtplein 32, 2012 DE                  | Haarlem | 52° 22' 28" NB, 4° 37' 48" OL | Elk Zijn Eigen Boekerij               |
|      | Gedenksteen rabbijn S.P. de Vries                   | vervolgden Nederland                                                                       |                                                          | 1980              | gedenksteen     | Bakenessergracht 46A, 2011 JX          | Haarlem |                               | Gedenksteen rabbijn S.P. de Vries     |
|      | Gedenksteen in het kantoor van de NZH               | vervolgden Nederland                                                                       | Nel Bakema (ontwerp), dhr. Kamp (uitvoering)             | 18 september 1946 | gedenksteen     | Leidsevaart                            | Haarlem |                               | Gedenksteen in het kantoor van de NZH |
|      | Stolpersteine                                       | vervolgden Nederland                                                                       | Gunter Demnig                                            |                   | reliëf          | Zie Lijst van Stolpersteine in Haarlem | Haarlem |                               | Meer afbeeldingen                     |

Aalsmeer ·
Alkmaar ·
Amstelveen ·
Amsterdam ·
Bergen ·
Beverwijk ·
Blaricum ·
Bloemendaal ·
Castricum ·
Den Helder ·
Diemen ·
Dijk en Waard ·
Drechterland ·
Edam-Volendam ·
Enkhuizen ·
Gooise Meren ·
Haarlem ·
Haarlemmermeer ·
Heemskerk ·
Heemstede ·
Heiloo ·
Hilversum ·
Hollands Kroon ·
Hoorn ·
Huizen ·
Koggenland ·
Landsmeer ·
Laren ·
Medemblik ·
Oostzaan ·
Opmeer ·
Ouder-Amstel ·
Purmerend ·
Schagen ·
Stede Broec ·
Texel ·
Uitgeest ·
Uithoorn ·
Velsen ·
Waterland ·
Weesp ·
Wijdemeren ·
Wormerland ·
Zaanstad ·
Zandvoort